# Shishaldin
Der Shishaldin ist ein Stratovulkan und befindet sich fast im Zentrum von Unimak Island in den östlichen Aleuten. Die nächstgelegene Ortschaft ist False Pass, 32 km nordöstlich des Vulkans.

## Gipfelhöhe und Name
Der symmetrische Kegel erreicht eine Höhe von 2857 m, womit er der höchste Gipfel der Inselkette ist. Der ursprüngliche Name Sisquk wurde dem Vulkan von den Ureinwohnern der Aleuten verliehen und bedeutet „der Berg, der mir den Weg zeigt, wenn ich mich verirrt habe“.

## Eruptionen

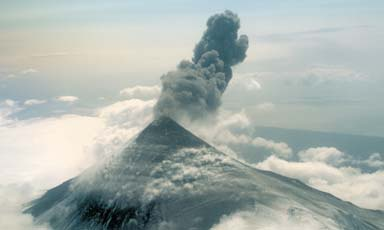
Ausbruch im April 1999

Ein kleiner Gipfelkrater produziert beständig eine kleine, aber intensive Dampfwolke und hin und wieder etwas Asche. Nicht weniger als 24 parasitische Krater sitzen auf seinen Flanken.
Shishaldin ist einer der aktivsten Vulkane im Inselbogen der Alëuten mit mindestens 27 Ausbrüchen seit 1775. Die letzte Ausbruchsphase fand 2020 statt. Die Ausbrüche sind oft explosiv, aber auch strombolianische Tätigkeit kommt vor. Die Flankenkrater haben zahlreiche Lavaströme hervorgebracht.

## Naturschutz
1967 wurde der Shishaldin als National Natural Landmark ausgewiesen.

## Einzelnachweise

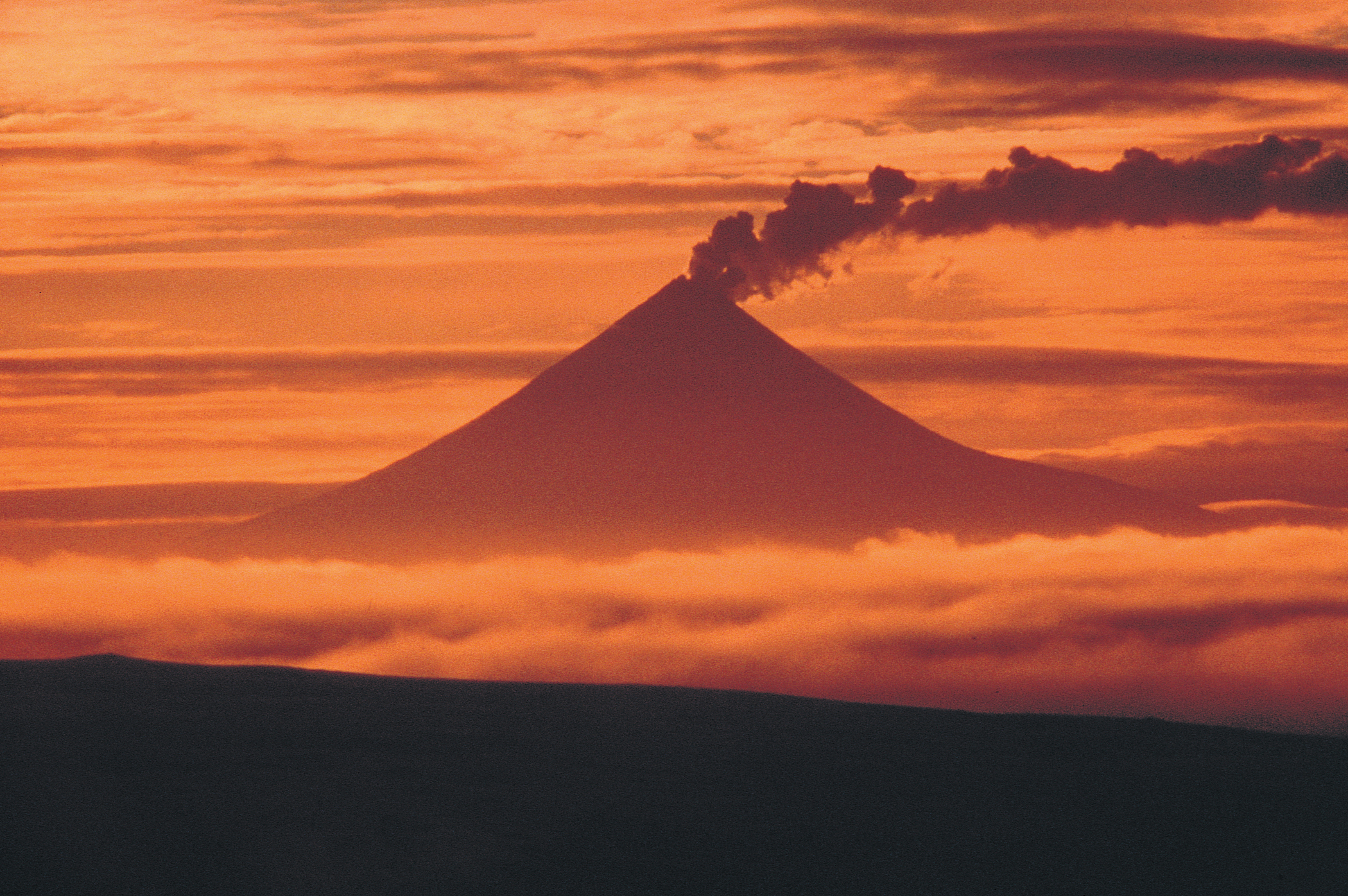
Shishaldin im Licht eines Sonnenunterganges